# La verdad (película)
La verdad (título original en francés: La Vérité) es una película dramática francesa de 1960 dirigida por Henri-Georges Clouzot y protagonizada por Brigitte Bardot. La película fue nominada al Óscar a la Mejor Película en Lengua Extranjera.

## Argumento
Dos jóvenes amantes, Dominique y Gilbert, son encontrados tras un intento de asesinato-suicidio. Gilbert está muerto por múltiples disparos, mientras que Dominique está inconsciente y al borde de la muerte por inhalación de gas. Dominique es revivida, arrestada y juzgada por el asesinato de Gilbert. La historia de su vida y las circunstancias que condujeron al crimen se cuentan en detalle, lo que da lugar a una serie de analepsis intercalados con el juicio.
Dominique es la mayor de dos hermanas que viven en una pequeña ciudad de provincias con sus padres. La hermana menor, Annie, es una estudiosa aspirante a violinista, mientras que Dominique evita el trabajo y lleva un estilo de vida pausado y sin rumbo. Cuando Annie se muda a París para asistir a la escuela de música, Dominique quiere unirse a ella, e ingiere una sobredosis de pastillas cuando sus padres se niegan. Después de esto, Dominique se sale con la suya y las hermanas se mudan juntas. Dominique se une a un grupo de jóvenes intelectuales rebeldes, ganándose una reputación de promiscuidad. Gilbert, un joven y ambicioso director de orquesta, se hace amigo de Annie y visita el apartamento, encontrando a Dominique desnuda, que coquetea con él. Después de esto, Annie echa a Dominique del apartamento.
Gilbert se enamora de Dominique, aunque son polos opuestos en términos de valores y personalidad. Con el tiempo, comienzan una relación turbulenta, durante la cual Dominique se toma un tiempo inusualmente largo para dar su consentimiento a las insinuaciones sexuales de Gilbert, mientras que se acuesta impulsivamente con otros hombres. Gilbert está celoso y frustrado, pero sigue comprometido con Dominique. Después de que finalmente consuman su relación, él le propone matrimonio pero ella se niega. Se mudan juntos, pero sus diferentes estilos de vida provocan más conflictos y Dominique lo engaña, por lo que luego la golpea. La casera desaloja a Dominique del apartamento de Gilbert, lo que la lleva a buscar trabajo en un restaurante para pagar su propio alquiler. Gilbert sospecha que Dominique está involucrado con el dueño del restaurante, Toussaint. Esto conduce a una ruptura muy emocional, ya que Dominique insiste en que no pasa nada con Toussaint mientras Gilbert se niega a creerle.
Dominique se acuesta con Toussaint después de la ruptura, luego deja su trabajo y se queda sin hogar, dedicándose a la prostitución. Mientras visita su ciudad natal para el funeral de su padre, se entera de que Annie ahora está comprometida con Gilbert. Dominique visita a Gilbert y le ruega que la acepte de regreso. Él acepta sus insinuaciones y se acuesta con ella una vez más, luego la rechaza fríamente a la mañana siguiente. Dominique rápidamente se deja ser atropellada por un autobús, aunque sobrevive con heridas mínimas y niega que haya sido un intento de suicidio. Más tarde ese día, Gilbert finaliza apresuradamente sus votos matrimoniales con Annie. Dominique compra un arma y regresa sigilosamente al apartamento de Gilbert, inicialmente afirmando que tiene la intención de suicidarse delante de él. Mientras Gilbert la reprende e insulta, ella le apunta con el arma, vaciándola y dejándola sin una bala para suicidarse. Después del tiroteo, ella rompe a sollozar y luego se ríe. Su intento de suicidio con la tubería de gas no se muestra hasta el final.
En el transcurso del juicio, el abogado defensor de Dominique, Guerin, caracteriza el asesinato como un crimen pasional impulsivo surgido del amor genuino por Gilbert, mientras que el fiscal, Eparvier, ataca y condena a Dominique como manipuladora y egoísta, diseñando toda la relación y el eventual asesinato por resentimiento hacia Annie; Eparvier también cuestiona la gravedad de los distintos intentos de suicidio de Dominique. Dominique se vuelve cada vez más emocional a lo largo del juicio. Guerin adapta su estrategia de defensa para retratar a Gilbert como el manipulador y a Dominique como la víctima; esto finalmente lleva a Dominique a estallar, insistiendo ante el tribunal en que ella y Gilbert se amaban genuinamente. Esa noche, vuelve a intentar suicidarse cortándose la muñeca. Esta vez tiene éxito y el juez anuncia su muerte al día siguiente, desestimando el caso. A pesar de sus apasionados argumentos durante el juicio, Eparvier y Guérin rápidamente reanudan su relación de amistad en el momento en que termina el juicio. Eparvier está ligeramente conmocionado por el suicidio y se siente culpable por su responsabilidad, mientras que Guérin se muestra indiferente y asegura a su colega que se trata simplemente de «gajes del oficio», mientras centra su atención en el siguiente caso.

## Reparto
- Brigitte Bardot como Dominique Marceau.
- Charles Vanel como Guérin.
- Paul Meurisse como Éparvier.
- Sami Frey como Gilbert Tellier.
- Marie-José Nat como Annie Marceau.
- Louis Seigner como Presidente del tribunal.
- André Oumansky como Ludovic.
- René Blancard como Fiscal General.
- Fernand Ledoux como Patólogo forense.
- Claude Berri como Georges.
- Jackie Sardou como el conserje.

## Producción
Jean-Paul Belmondo, Jean-Pierre Cassel y Jean-Louis Trintignant fueron considerados para el papel principal (Trintignant fue la elección de Bardot) antes de que Clouzot decidiera ir con Sami Frey.
Philippe Leroy-Beaulieu, uno de los protagonistas masculinos, fue despedido durante el rodaje. Leroy-Beaulieu demandó entonces al productor por una indemnización de 300 000 francos. Véra Clouzot sufrió un ataque de nervios en julio. En agosto, Clouzot sufrió un infarto y el rodaje se suspendió durante una semana; Clouzot falleció de otro infarto en diciembre. Además, la secretaria de Bardot durante cuatro años vendió secretos sobre ella a la prensa.
Durante el rodaje, Bardot tuvo un romance con Sami Frey, lo que la llevó a romper con su entonces marido Jacques Charrier. En septiembre de 1960, Bardot tuvo una discusión con Charrier y luego intentó suicidarse cortándose la muñeca. Charrier, quien había intentado suicidarse anteriormente, sufrió un ataque de nervios y estuvo hospitalizado durante dos meses.

## Recepción

### Taquillas
En palabras del The New York Times, «probablemente ninguna película en los últimos años – al menos en Francia – ha sido objeto de tanta atención anticipada. Dos años de planificación, seis meses de rodaje, platós cerrados a la prensa y todo culminó con el intento de suicidio de la estrella del drama, Brigitte Bardot. Se había dicho al público que Clouzot estaba convirtiendo a BB en una verdadera actriz».
La película fue un gran éxito de taquilla en Francia, el mayor éxito de taquilla de Bardot, y la segunda película más popular del año (después de Ben Hur). Films and Filming dijo que era la película en lengua extranjera más popular en Gran Bretaña durante el año que finalizó el 31 de octubre de 1962.
Sin embargo, la película fue un fracaso de taquilla en los EE. UU., y los alquileres generaron poco más de 500 000 dólares. Esto se consideró fuerte para una película francesa, pero menos que otras películas de Bardot.

### Recepción de la crítica
La verdad tiene un índice de aprobación del 67% en el sitio web agregador de reseñas Rotten Tomatoes, basado en 6 reseñas, y una calificación promedio de 8,2/10. Los Angeles Times calificó la película como «una película asombrosa, un tour de force por parte de todos los involucrados. Es a la vez inmoral, amoral y extrañamente moral».